# 산이서초등학교
산이서초등학교는 대한민국 전라남도 해남군 소재의 초등학교다.

## 학교 연혁
- 1944. 04. 15 산이서 공립학교 인가
- 1982. 03. 01 병설유치원 개원
- 1993. 09. 01 금호국민학교가 금호분교장으로 개편
- 1994. 03. 01 신흥 분교장 본교 통폐합
- 1996. 03. 01 '산이서초등학교'로 교명 개칭
- 2014. 03. 01 제24대 이정기 교장선생님 부임
- 2015. 02. 13 제68회 졸업(5,075명)